# دوباره خداحافظ (فیلم ۱۹۶۱)
دوباره خداحافظ (انگلیسی: Goodbye Again) فیلمی در ژانر رمانتیک و درام به کارگردانی آناتول لیتواک است که در سال ۱۹۶۱ به نمایش درآمد. این فیلم بر اساس داستانی از فرانسواز ساگان با عنوان  از برامس خوشتان می‌آید؟ ساخته شده است.

## چکیده داستان
در پاریس پائولا، زنی طراح داخلی جذاب و چهل ساله، از دیرباز معشوقه روژه، مرد بازرگان هم سن و سال خود بوده است. اما روژه هرگز انتظارات پائولا را با پیشنهاد ازدواج به او برآورده نکرده، زیرا همواره مایل به حفظ استقلال و آزادی خود بوده، و به ویژه همواره آرزوی پر شمار کردن ماجراهای زن بازی به‌طور همزمان را در سر دارد. پائولا که ناراضی است در برابر تمناهای پسر خانم  واندربش، مشتری آمریکایی خود، تسلیم می شود. فیلیپ ۲۵ ساله است و او را با شور و حرارت دوست دارد. اما پائولا در مواجهه با نگاه های سرزنش بار به جهت تفاوت سنی آنها، حسادت و اندوه روژه ، شور و حرارت جوانی فیلیپ، با روحی در کالبد مرده، وقتی سرانجام روژه از او می خواهد که با او ازدواج کند، به رابطه اش با فیلیپ  پایان می دهد. از این پس، پائولا تمام و کمال خود را وقف شوهرش می کند، اما متوجه می شود که روژه باز هم به او بی وفایی و خیانت می کند.

## بازیگران
- اینگرید برگمان
- آنتونی پرکینز
- ایو مونتان
- جسی رویس لندیس
- پیر دوکس
- میشل مرسیه
- پیتر بول
- دایان کارول
- دومینیک زاردی
- فرانسواز ساگان
- ژان-پیر کسل
- لی پاتریک
- مارسل آشار
- موریس دروئون
- پائول بانیفاش
- یول برینر
- آندره راندال